# أنطونيو فلورو فلوريس
أنطونيو فلورو فلوريس (بالإيطالية: Antonio Floro Flores) (مواليد 18 يونيو 1983 في نابولي - إيطاليا) لاعب كرة قدم إيطالي يلعب حاليا لصالح نادي الدرجة الأولى 2007 الإيطالي منذ 2006 في مركز المهاجم .

## روابط خارجية
- أنطونيو فلورو فلوريس على موقع قاعدة بيانات كرة القدم.إي يو (الإنجليزية)
- أنطونيو فلورو فلوريس على موقع بيانات كرة القدم. دي إي (الألمانية)
- أنطونيو فلورو فلوريس على موقع Soccerway.com (الإنجليزية)
- أنطونيو فلورو فلوريس على موقع عالم كرة القدم.نت (الإنجليزية)
- أنطونيو فلورو فلوريس على موقع كووورة
- أنطونيو فلورو فلوريس على موقع AS.com (الإسبانية)